# Torneo de Estrasburgo 2013
El Internationaux de Strasbourg de 2013 es un torneo profesional de tenis jugado en canchas de arcilla. Es la 27ª edición del torneo que forma parte de la 2013 WTA Tour. Se llevará a cabo en Estrasburgo, Francia, entre el 18 y el 25 de mayo de 2013.

## Cabeza de serie

### Individual
| Tenista            | Ranking | Preclasificada |
| Marion Bartoli     | 14      | 1              |
| Tamira Paszek      | 29      | 2              |
| Alizé Cornet       | 30      | 3              |
| Hsieh Su-wei       | 41      | 4              |
| Monica Niculescu   | 46      | 5              |
| Christina McHale   | 54      | 6              |
| Chanelle Scheepers | 57      | 7              |
| Daniela Hantuchová | 61      | 8              |

### Dobles
| Tenista                              | Ranking | Preclasificada |
| Daniela Hantuchová Lucie Hradecká    | 57      | 1              |
| Natalie Grandin Vladimíra Uhlířová   | 86      | 2              |
| Cara Black Marina Erakovic           | 86      | 3              |
| Kimiko Date-Krumm Chanelle Scheepers | 146     | 4              |

## Campeonas

### Individuales
Alizé Cornet venció a  Lucie Hradecká por 7-6(7-4), 6-0

### Dobles
Kimiko Date-Krumm /  Chanelle Scheepers vencieron a Cara Black /  Marina Erakovic por 6-4, 3-6, [14-12]